# Эверберг, Деннис
Деннис Эверберг (швед. Dennis Everberg; род. 31 декабря 1991, Вестерос) — шведский хоккеист, нападающий. Игрок сборной Швеции по хоккею с шайбой.

## Биография

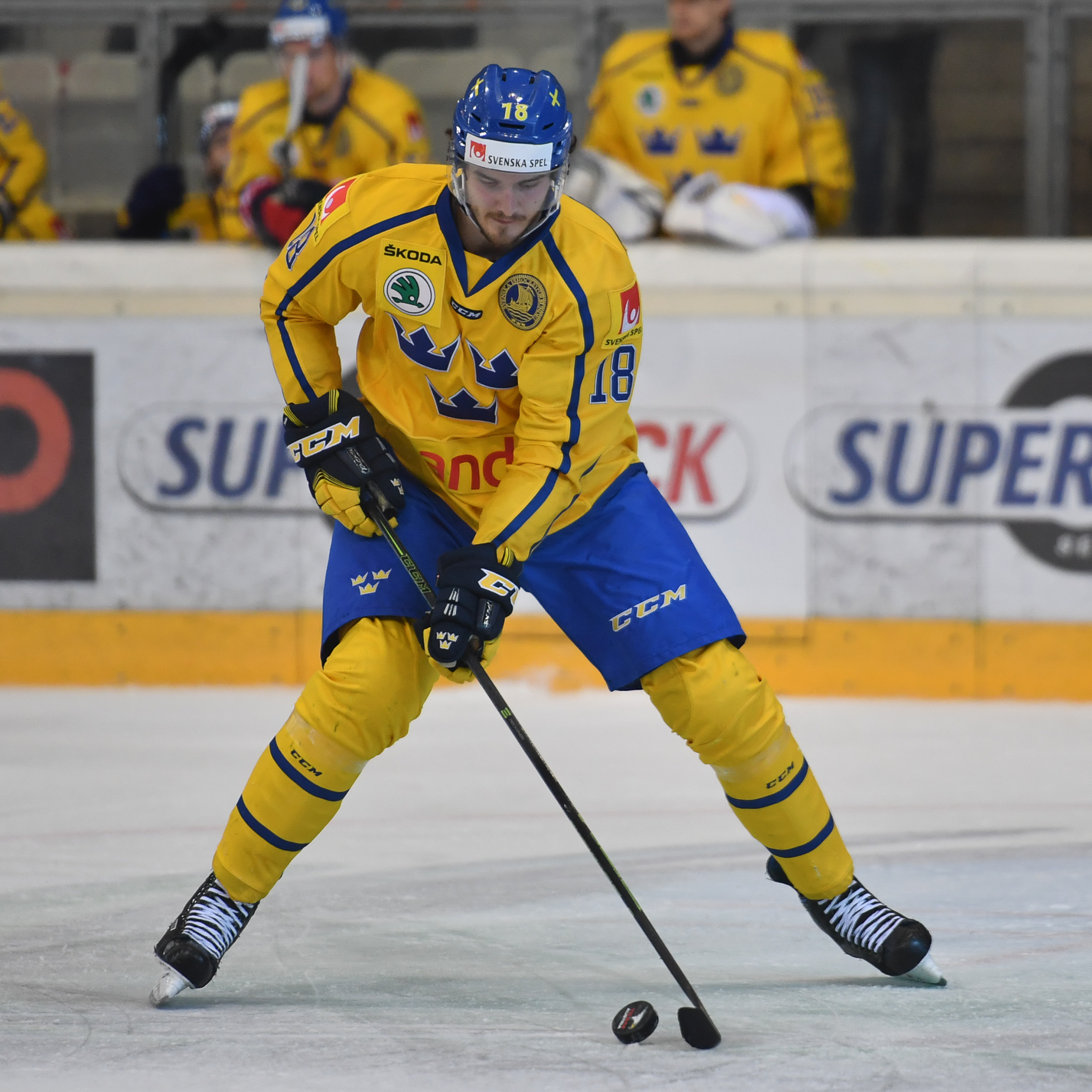
Эверберг в матче за сборную Швеции

Воспитанник хоккейного клуба «Рёгле», выступал за команду в молодёжных и юниорских чемпионатах Швеции. В сезоне 2009/10 дебютировал в высшей лиге Швеции. Выступал за команду с 2009 по 2014 год, играл в высшей и второй лиге Швеции. 30 апреля 2014 года подписал двухлетний контракт с командой Национальной хоккейной лиги «Колорадо Эвеланш». 10 октября 2014 года дебютировал в НХЛ в матче против команды «Миннесота Уайлд».
В национальной хоккейной лиге провёл два сезона, за «Колорадо» сыграл 70 матчей, забросил 3 шайбы и отдал 9 голевых передач. Также выступал в американской хоккейной лиге за фарм-клубы «Колорадо» — «Лэйк Эри Монстерз» и «Сан-Антонио Рэмпэйдж». После сезона 2015/16 покинул команду как свободный агент. 6 мая 2016 года подписал контракт с командой шведской элитной лиги «Векшё Лейкерс». 22 сентября 2016 года сыграл первый матч после возвращения в шведскую лигу, забросил 2 шайбы в ворота своей бывшей команды, «Рёгле». Сезон 2016/17 закончил с 52 матчами в регулярном чемпионате и 37 набранными очками за результативность, и 6 матчами и 3 очками в плей-офф.
В 2017 дебютировал за шведскую сборную на чемпионате мира, завоевал золотые медали первенства планеты. В 6 матчах забросил 2 шайбы и отдал 1 голевую передачу.
18 мая 2017 года Эверберг подписал контракт с командой КХЛ «Авангард» Омск. За «Авангард» провёл 34 матча, забросил 6 шайб и отдал 3 голевые передачи. 11 декабря 2017 года омичи обменяли игрока на Чеда Рау в нижнекамский «Нефтехимик».